# Yelena Yegoshina
Yelena Yegoshina –en ruso, Елена Егошина– (24 de diciembre de 1972) es una deportista rusa que compitió en lucha libre. Ganó tres medallas de bronce en el Campeonato Mundial de Lucha entre los años 1994 y 1998, y cinco medallas en el Campeonato Europeo de Lucha entre los años 1993 y 1999.

## Palmarés internacional
| Campeonato Mundial | Campeonato Mundial      | Campeonato Mundial | Campeonato Mundial |
| Año                | Lugar                   | Medalla            | Categoría          |
| ------------------ | ----------------------- | ------------------ | ------------------ |
| 1994               | Sofía (Bulgaria)        | Medalla de bronce  | 54 kg              |
| 1995               | Moscú (Rusia)           | Medalla de bronce  | 47 kg              |
| 1998               | Poznań (Polonia)        | Medalla de bronce  | 51 kg              |
| Campeonato Europeo |                         |                    |                    |
| Año                | Lugar                   | Medalla            | Categoría          |
| 1993               | Ivánovo (Rusia)         | Medalla de oro     | 53 kg              |
| 1996               | Oslo (Noruega)          | Medalla de oro     | 50 kg              |
| 1997               | Varsovia (Polonia)      | Medalla de oro     | 51 kg              |
| 1998               | Bratislava (Eslovaquia) | Medalla de oro     | 51 kg              |
| 1999               | Götzis (Austria)        | Medalla de plata   | 51 kg              |